# Canary Island
Canary Island är en ö i Australien. Den ligger i delstaten Victoria, omkring 230 kilometer nordväst om delstatshuvudstaden Melbourne.
Trakten runt Canary Island består till största delen av jordbruksmark. Trakten runt Canary Island är nära nog obefolkad, med mindre än två invånare per kvadratkilometer. Genomsnittlig årsnederbörd är 439 millimeter. Den regnigaste månaden är juli, med i genomsnitt 57 mm nederbörd, och den torraste är januari, med 13 mm nederbörd.